# 복령
복령(茯苓, 학명: Wolfiporia extensa, 유의어: Poria cocos F.A.Wolf, poria or hoelen)은 구멍장이버섯목 구멍장이버섯과에 속하는 담자균류 버섯이다. 일반적으로는 침엽수 뿌리에 기생한다. 한의학에서는 한약재로 쓰이며, 빛깔에 따라서 적복령·백복령 등으로 나누어지기도 하는데, 임질과 복통, 설사를 다스리는 효과가 있다.